# قطعنامه ۲۰۵۴ شورای امنیت
قطعنامهٔ ۲۰۵۴ شورای امنیت سازمان ملل متحد سندی بین‌المللی دربارهٔ دادگاه بین‌المللی کیفری برای رواندا است. این قطعنامه طی نشست شورای امنیت سازمان ملل متحد در تاریخ ۲۹ ژوئن ۲۰۱۲ میلادی با ۱۵ رأی موافق، ۰ مخالف و ۰ ممتنع به تصویب رسید.